# FGM-172 SRAW
Die FGM-172 SRAW (Short Range Assault Weapon), auch unter dem Namen Predator SRAW bekannt, ist eine
Kurzstrecken-Panzerabwehrwaffe, welche von Lockheed Martin produziert wird.
Bevor sie 2006 ihren Namen vom US-amerikanischen Verteidigungsministerium erhielt, wurde die Waffe unter der Bezeichnung „SRAW MK 40 MOD 0“ entwickelt.

## Einsatzweise
Das Predator-SRAW-System ersetzt die sich derzeit im Einsatz befindende AT4 und soll eine Ergänzung zum Langstreckensystem FGM-148 Javelin im modernen Häuserkampf darstellen, da sie eine wesentlich geringere Mindestentfernung benötigt. Außerdem verwendet die FGM-172 eine andere Art der elektro-sensorischen Zielerfassung als die Javelin, was es für den Gegner schwieriger macht sich mittels Softkill-Systemen gegen beide Systeme zu schützen. Die nur 9,7 kg schwere Waffe zählt zu den sogenannten Fire-and-Forget-Waffen, da sie nach einmaligem Anvisieren ihr Ziel selbständig verfolgen und ausschalten kann.
Man unterscheidet zwischen zwei Modellen:
Die FGM-172A wird als Panzerabwehrwaffe verwendet. Sie wird von einem inertialen Navigationssystem geleitet und greift ihre Ziele von oben an, kann jedoch auch auf direktem Wege abgefeuert werden.
Die FGM-172B hat einen multifunktionalen Spreng/Splitter-Sprengkopf, mit dem sie für den Einsatz in urbanen Gebieten geeignet ist.
Die Waffe, welche für das United States Marine Corps entwickelt und auch von den Special Forces und der Delta Force verwendet wird, kann aus Fahrzeugen oder Gebäuden abgefeuert werden, da das Geschoss nach dem Betätigen des Abzuges aus der Schulterabschussvorrichtung herausgeschleudert wird und erst nach Verlassen des Laufes den Antrieb zündet.